# M 1 (U-Boot)
M 1 war ein U-Boot der Koninklijke Marine, das ursprünglich als UC 8 für die Kaiserliche Marine gebaut wurde. Es gehörte zur ersten Bauserie des Typs UC I und wurde im Ersten Weltkrieg eingesetzt. Das Boot strandete im November 1915 vor der niederländischen Küste, wurde interniert und letztlich von den Niederländern übernommen.

## Bootsdaten
UC 8 war ein Einhüllenboot mit einem Dieselmotor mit 90 PS und einem Elektromotor mit 175 PS. Damit konnten Überwasser 6,2 kn und getaucht 5,2 kn erreicht werden. Die Reichweite betrug Überwasser bei 5 kn 750 sm und getaucht bei 4 kn 50 sm. Für Tauchfahrten reichte die Batteriekapazität für eine Stunde und die maximale Tauchtiefe war mit 50 m angegeben. Das Boot war 33,99 m lang, 3,15 m Breit und hatte einen Tiefgang von 3,04 m. Die Verdrängung betrug über Wasser 168 t und getaucht 183 t.
Die Besatzung bestand aus dreizehn Mannschaften und einem Offizier.
Die Bewaffnung bestand aus sechs Minenschächten und Minen des Typs „UC 120“. Zusätzlich wurde ein 7,92-mm-Maschinengewehr mitgeführt.

## Geschichte
Das U-Boot wurde von der Hamburger Vulkanwerft unter der Baunummer 52 gebaut. UC 8 lief am 6. Juli 1915 vom Stapel, wurde aber bereits tags zuvor in Dienst gestellt. Es fuhr in seiner Dienstzeit nur auf eine Feindfahrt. Dem Boot werden keine Versenkungen zugesprochen.
Am 4. November 1915 lief UC 8 vor Terschelling auf Grund und wurde danach in Holland interniert. Nach dem Krieg wurde das Boot den Niederlanden zugesprochen und als M 1 in Dienst der Koninklijken Marine gestellt. 1932 wurde das Boot abgewrackt.